# Phaenocarpa impugnata
Phaenocarpa impugnata är en stekelart som beskrevs av Papp 1972. Phaenocarpa impugnata ingår i släktet Phaenocarpa och familjen bracksteklar. Inga underarter finns listade i Catalogue of Life.